# 아시아의 자매 도시 목록
다음은 아시아의 자매 도시 목록이다.

## 대한민국
- 광양시

린츠 (오스트리아, 1991)
- 대전광역시

시애틀 (미국, 1989)
삿포로 (일본)
- 동두천시

삼문협 (중화인민공화국)
- 부산광역시

이스탄불 (터키)
상트페테르부르크 (러시아)
블라디보스토크 (러시아)
몬트리올 (캐나다)
로스앤젤레스 (미국)
바르셀로나 (스페인)
후쿠오카 (일본)
가오슝 (중화민국)
두바이 (아랍에미리트)
- 부천시

베이커스필드 (미국)
- 서울특별시

타이베이 (중화민국, 1968)
앙카라 (터키, 1971)
호놀룰루 (미국, 1973)
샌프란시스코 (미국, 1976)
상파울로 (브라질, 1977)
보고타 (콜롬비아, 1982)
자카르타 (인도네시아, 1984)
동경 (일본, 1988)
모스크바 (러시아, 1991)
뉴사우스웨일스 (호주, 1991)
파리 (프랑스, 1991)
멕시코시티 (멕시코, 1992)
베이징 (중화인민공화국, 1993)
울란바타르 (몽골, 1995)
하노이 (베트남, 1996)
바르샤바 (폴란드, 1996)
카이로 (이집트, 1997)
로마 (이탈리아, 2000)
아스타나 (카자흐스탄, 2004)
워싱턴 D.C (미국, 2006)
아테네 (그리스, 2006)
방콕 (태국, 2006)
타슈켄트 (우즈베키스탄, 2010)
- 수원시

프라이부르크(독일)
- 양구군

생망데 (프랑스, 2011)
- 양산시

신트라시 (포르투갈, 2023)
- 여수시

리수이시 (중화인민공화국, 2005)
- 영천시

카이펑 (중화인민공화국)
- 울산광역시

포틀랜드 (미국, 1987)
- 익산시

오덴세 (덴마크)
- 제주시

하이난 (중화인민공화국)
- 진주시

위니펙 (캐나다, 1992)
- 창원시

야쿠츠크 (러시아)
- 청주시

피츠버그 (미국, 1986)
- 포천시

회북 (중화인민공화국)
- 포항시

장자강시 (중화인민공화국)
- 안동시

사가에시 (일본)
- 홍성군

오부시 (일본, 2023)

## 러시아
자세한 것은 러시아의 자매결연도시참조.

## 말레이시아
- 조지타운

애들레이드 (오스트레일리아, 1973년)
- 조호르

이스탄불 (터키)

## 베트남
- 하이퐁

시애틀 (미국)

## 아르메니아
- 제르무크

생라파엘 (프랑스, 1994)
- 예레반

로스앤젤레스 (미국, 2005)

## 아제르바이잔
- 바쿠

사라예보 (보스니아 헤르체고비나, 1972)

## 우즈베키스탄
- 타슈켄트

시애틀 (미국)
서울 위 언급

## 이란
- 이스파한

바르셀로나 (스페인)
시안시 (중화인민공화국)
상트페테르부르크 (러시아)
아바나 (쿠바)
예레반 (아르메니아)
이아시 (루마니아)
쿠알라룸푸르 (말레이시아)
프라이부르크 (독일, 2000)
플로렌스 (이탈리아)

## 이스라엘
- 기바타임

채터누가 (미국)
- 나블루스

릴 (프랑스, 1984)
- 네타냐

니스 (프랑스)
본머스 (영국)
- 레호보트

그르노블 (프랑스, 1984)
- 베르셰바

부퍼탈 (독일, 1977)
시애틀 (미국)
- 베들레헴

콜로뉴 (독일, 1996)
- 비냐미냐

토커이 (헝가리)
- 스데로트

첼렌도르프 (독일)
- 아라드

벌링턴 (미국)
- 아슈켈론

포틀랜드 (미국, 1977)
- 에일라트

더반 (남아프리카 공화국)
- 예루살렘

뉴욕 (미국, 1993)
- 케파차바드

크라운하이츠 (미국)
- 키랴트모츠킨

니레지하저 (헝가리)
- 텔아비브

부다페스트 (헝가리)
- 페타티크바

시카고 (미국)
- 하이파

올보르 (덴마크, 1972)

## 인도
- 뉴델리

런던 (영국)
- 라지코트

레스터 (영국)
- 러크나우

몬트리올 (캐나다, 2000)
- 바브나가르

러프버러 (영국)
- 푸네

브레멘 (독일)

## 인도네시아
- 반둥

포트워스 (미국, 1990)
- 수라바야

시애틀 (미국)
- 욕야카르타

교토시 (일본)
- 자카르타

이스탄불 (터키)

## 조지아
- 쿠타이시

뉴포트 (영국, 1989)
- 트빌리시

인스브루크 (오스트리아)
빌바오 (에스파냐)
브리스틀 (영국, 1988)

## 중화인민공화국
- 광시

뉴포트 (영국, 1996)
- 광저우

브리스틀 (영국, 2010)
시드니 (오스트레일리아)
- 난핑

앨버리 (오스트레일리아)
- 다롄

글래스고 (영국)
- 라사

볼더 (미국)
- 샤먼

카디프 (영국)
- 상하이

더니딘 (뉴질랜드)
리버풀 (영국)
요코하마시 (일본, 1973)
코크 (아일랜드)
- 우한

뒤스부르크 (독일)
- 웨이하이

첼트넘 (영국)
- 양취안

체스터필드 (영국)
- 주장

루이스빌 (미국)
- 전장

만하임 (독일, 2004)
- 징더전

세토시 (일본)
- 청두

린츠 (오스트리아, 1983)
- 충칭

레스터 (영국)
시애틀 (미국)
- 친황다오

톨레도 (미국, 1985)
- 하이난

제주시 (대한민국)
- 화이난

루세 (불가리아, 1994)

## 카자흐스탄
- 아스타나

그단스크 (폴란드)
바르샤바 (폴란드)
- 테미르타우

제니차 (보스니아 헤르체고비나, 1982)

## 키르기스스탄
- 카라콜

애슈빌 (미국, 1994-1999)

## 쿠웨이트
- 쿠웨이트

사라예보 (보스니아 헤르체고비나, 1998)

## 캄보디아
- 시하누크빌

시애틀 (미국)

## 태국
- 방콕

베이징 (중화인민공화국)
모스크바 (러시아)
마닐라 (필리핀)
워싱턴 D.C. (미국)
- 치앙마이

상하이 (중화인민공화국)
- 푸껫

니스 (프랑스)

## 타지키스탄
- 두샨베

볼더 (미국)

## 튀르키예
- 부르사

사라예보 (보스니아 헤르체고비나, 1979)
- 데벨리

비에르종 (프랑스)
- 이스탄불

알마아타 (카자흐스탄)
암만 (요르단)
바르셀로나 (스페인)
베를린 (독일, 1988)
부산 (대한민국, 2002)
카이로 (이집트)
쾰른 (독일,1997)
콘스탄차 (루마니아)
두바이 (아랍에미리트)
두르레스 (알바니아)
휴스턴 (미국)
자카르타 (인도네시아)
지다 (사우디 아라비아)
조호르 바루 (말레이시아)
카잔 (타타르스탄)
하르툼 (수단)
마리 (투르크메니스탄)
오데사 (우크라이나)
오쉬 (키르기스스탄)
플로브디프 (불가리아)
라바트 (모로코)
리우데자네이루 (브라질)
사라예보 (보스니아 헤르체고비나, 1997)
상하이 (중화인민공화국)
시모노세키 (일본)
스코페 (마케도니아)
상트페테르부르크 (러시아)
- 파묵칼레

에게르 (헝가리)

## 팔레스타인
- 라파

올림피아 (미국)
- 베들레헴

벌링턴 (미국)

## 필리핀
- 마리키나

브램턴 (캐나다)
- 세부

시애틀 (미국)

## 같이 보기
- 자매 도시 목록

아프리카의 자매 도시 목록
아시아의 자매 도시 목록
유럽의 자매 도시 목록
북아메리카의 자매 도시 목록
오세아니아의 자매 도시 목록
남아메리카의 자매 도시 목록